# Memorial Argo Manfredini 2008
Il Memorial Argo Manfredini 2008 è stato un torneo di tennis facente parte della categoria ATP Challenger Series nell'ambito dell'ATP Challenger Series 2008. Il torneo si è giocato a Sassuolo in Italia dal 2 all'8 giugno 2008 su campi in terra rossa e aveva un montepremi di €30 000+H.

## Vincitori

### Singolare
Frederico Gil ha battuto in finale  Santiago Ventura con il punteggio di 6–2 6–3

### Doppio
Juan Martin Aranguren /  Stefano Galvani hanno battuto in finale  Rubén Ramirez-Hidalgo /  Jose Antonio Sanchez de Luna con il punteggio di 5–7 6–2 (10-8)